# Нисио
Нисио (яп. 西尾市 Нисио-си) — город в Японии, расположенный в южной части префектуры Айти на берегу нижнего течения реки Яхаги, которая впадает в тихоокеанский залив Микава. Основан 15 декабря 1953 года путём слияния посёлков Нисио и Хирасака уезда Хадзу. Город специализируется на хлопке, чае и запчастях для автомобилей. В Нисио расположена библиотека Ивасэ.
Площадь города составляет 30,17 км², население — 99 215 человек (1 июня 2014), плотность населения — 3288,53 чел./км².